# Fusus
Fusus is een geslacht van kleine tot grote uitgestorven zeeslakken, mariene buikpotige weekdieren in de familie Fasciolariidae, de spieslakken en tulpslakken. 

## Geldigheid
Fusus als een naam voor een geslacht van gastropoden is verwarrend drie keer gebruikt. Deze namen zijn, in welke taxonomische zin dan ook, ongeldig. Deze pagina wordt om historische redenen bewaard. De naam van het geslacht Fusus (Bruguière, 1789) is ongeldig omdat het een jonger homoniem is van Fusus (Helbling, 1779). (Geplaatst door de ICZN op de officiële index bij Opinion 1765, 1994, Bulletin of Zoological Nomenclature, 51 (2): 159) . De geaccepteerde naam is Fusinus (Rafinesque, 1815). Het geslacht Fusus (Helbling, 1779) is ook op de officiële index geplaatst door Opinion 1765 (1994, Bulletin of Zoological Nomenclature 51 (2): 159-161), d.w.z. het kan niet als een geldige naam worden gebruikt. Het type Fusus (Helbling) is Murex intertextus (Helbling, 1779) (= Fusus intertextus (Helbling, 1779) en het hoort thuis in de familie Colubrariidae. Fusus (Helbling, 1779) (Mollusca, Gastropoda) is onderdrukt en Fusinus (Rafinesque, 1815) en Colubraria (Schumacher, 1817) zijn geconserveerd. ICZN 1993. Advies 1765. Bulletin of Zoological Nomenclature, 51 (2): 159-161 CZN 1993. Advies 1765. Bulletin of Zoological Nomenclature, 51 (2): 159-161. Het geslacht Fusus (Röding, 1798) (typesoort = Fusus cynara (Röding, 1798) = Turbinella angulata (Lightfoot, 1786)) is een jonger homoniem van Fusus (Helbling, 1779). Het is ook in advies 1765 op de officiële index van de ICZN geplaatst en is een ongeldige naam.

## Soorten
De volgende soorten met specifieke benamingen van soorten die nu in Colubrariidae zijn geplaatst, zijn willekeurig in het geslacht Fusus Helbling geplaatst, 1779
- Fusus adjunctus (Iredale, 1929): synoniem van Cumia adjuncta (Iredale, 1929)
- Fusus alfredensis (Bartsch, 1915): synoniem van Cumia alfredensis (Bartsch, 1915)
- Fusus bednalli (Brazier, 1875): synoniem van Cumia bednalli (Brazier, 1875)
- Fusus brazieri (Angas, 1869): synoniem van  Cumia brazieri (Angas, 1869)
- Fusus lucasi Bozzetti, 2007: synoniem van Cumia lucasi (Bozzetti, 2007)
- Fusus mestayerae Iredale, 1915: synoniem van Cumia mestayerae (Iredale, 1915)
- Fusus schoutanicus (May, 1910): synoniem van Cumia schoutanica (May, 1910)
- Fusus simonis Bozzetti, 2004: synoniem van Cumia simonis (Bozzetti, 2004)

Soorten binnen het geslacht Fusus (Bruguière, 1789) omvatten willekeurig alle soorten die niet zijn aangewezen als Fusus (Helbling, 1779). De meeste soorten zijn synoniem gemaakt met een soort in Fusinus.
- Fusus aurantius Anton, 1838: nomen dubium
- Fusus blainvillii Mavarigna, 1840: nomen dubium
- Fusus blakensis Hadorn & Roger, 2000: synoniem van Fusinus blakensis  Hadorn & Roger, 2000
- Fusus branscombi Clark W., 1849: synoniem van Comarmondia gracilis (Montagu, 1803)
- Fusus brevis Brown, 1827: nomen dubium
- Fusus chonoticus Philippi, 1858: nomen dubium
- Fusus clavatus della Chiaje, 1830: nomen dubium
- Fusus colus (Linnaeus, 1758): synoniem van Fusinus colus (Linnaeus, 1758)
- Fusus contabulatus Anton, 1838: nomen dubium
- Fusus crassus Pallary, 1901: synoniem van Fusinus cretellai Buzzurro & Russo, 2008
- Fusus crebricostatus Lamarck, 1822: nomen dubium
- Fusus cygneus Philippi, 1852: nomen dubium
- Fusus dalli Watson, 1882: synoniem van Granulifusus dalli (Watson, 1882)
- Fusus dexter Menke, 1829: nomen dubium
- Fusus doliatus Valenciennes, 1832: nomen dubium
- Fusus dunkeri Jonas, 1846: synoniem van Microcolus dunkeri (Jonas, 1846)
- Fusus elegantissimus Bioni Giunti, 1860: nomen dubium
- Fusus filosa (A. Adams & Reeve, 1850): synoniem van Polygona filosa
- Fusus follicus Lesson, 1842 :: nomen dubium
- Fusus frondosus Lesson, 1842: nomen dubium
- Fusus fusconodosus G.B. Sowerby II, 1880: nomen dubium
- Fusus gieseckii Anton, 1839: nomen dubium
- Fusus gilvus Philippi, 1849: nomen dubium
- Fusus glacialis Gray, 1839: nomen dubium
- Fusus glomeratus Mörch, 1852: nomen dubium
- Fusus gracilis Koch, 1845: nomen dubium
- Fusus granulosus Anton, 1839: nomen dubium
- Fusus guttatus Busch, 1844: nomen dubium
- Fusus harfordii Stearns, 1871: synoniem van Fusinus harfordii (Stearns, 1871)
- Fusus heterostrophus de Gregorio, 1885: nomen dubium
- Fusus imbricatus Lesson, 1842 : synoniem van Lataxiena desserti Houart, 1995
- Fusus incertus Smith, 1906: nomen dubium
- Fusus indicus Anton, 1838: synoniem van Fusinus indicus (Anton, 1838)
- Fusus junior Audouin, 1826: nomen dubium
- Fusus juvenis Bivona, 1838: nomen dubium
- Fusus lanceolatus Koch, 1846: nomen dubium
- Fusus lateroides (Monterosato, 1891): synoniem van Fusinus rostratus (Olivi, 1792)
- Fusus libratus Watson, 1886: synoniem van Granulifusus dalli (Watson, 1882)
- Fusus lineatus Menke, 1829: nomen dubium
- Fusus liratus Philippi, 1887: synoniem van Xymenopsis muriciformis  (King & Broderip, 1833)
- Fusus lusitanicus Allen, 1858: nomen dubium
- Fusus luteopictus Dall, 1887: synoniem van Fusinus luteopictus
- Fusus maroccensis (Gmelin, 1791): synoniem van Fusinus maroccensis (Gmelin, 1791)
- Fusus monachus Anton, 1838: nomen dubium
- Fusus muricinus Anton, 1839: nomen dubium
- Fusus nigrinus Philippi, 1858: nomen dubium
- Fusus niponicus Smith, 1879: synoniem van Granulifusus niponicus (E.A. Smith, 1879)
- Fusus niveus Gray, 1838: nomen dubium
- Fusus nobilis Reeve, 1847: synoniem van Fusinus nobilis (Reeve, 1847)
- Fusus nodicinctus A. Adams, 1855: synoniem van Otopleura nodicincta (A. Adams, 1855)
- Fusus obscurus Philippi, 1844: nomen dubium
- Fusus pazi Crosse, 1859: nomen dubium
- Fusus perminutus (Dall, 1927): synoniem van Americominella perminuta
- Fusus philippi Jonas, 1846: nomen dubium
- Fusus pictus (Turton, 1825): nomen dubium
- Fusus pleurotomoides Anton, 1838: nomen dubium
- Fusus plicosus (Menke, 1830): nomen dubium
- Fusus productus Mörch, 1876: nomen dubium
- Fusus prolongata Turton, 1932: nomen dubium
- Fusus punctatus Anton, 1838: nomen dubium
- Fusus pyruloides Lesson, 1842: nomen dubium
- Fusus retroversus Fleming, 1823: synoniem van Limacina retroversa (Fleming, 1823)
- Fusus roedingi Anton, 1838: nomen dubium
- Fusus rolani Buzzurro & Ovalis, 2005: synoniem van Fusinus rolani Buzzurro & Ovalis, 2005
- Fusus roseus Hombron & Jacquinot, 1848: synoniem van Pareuthria powelli Cernohorsky, 1977
- Fusus rubens Lamarck, 1822: nomen dubium
- Fusus rugosus Lamarck, 1816: nomen dubium
- Fusus sinuatus Lesson, 1842: nomen dubium
- Fusus steneus Nardo, 1847: nomen dubium
- Fusus sulcatus Lamarck: synoniem van Penion sulcatus (Lamarck, 1816)
- Fusus syracusanus (Linnaeus, 1758): synoniem van Fusinus syracusanus (Linnaeus, 1758)
- Fusus thielei Schepman, 1911: synoniem van Fusinus thielei (Schepman, 1911)
- Fusus toreuma (Martyn, 1784): synoniem van Fusinus colus (Linnaeus, 1758)
- Fusus triskaedekagonus Anton, 1838: nomen dubium
- Fusus tuberculatus Lamarck, 1822: synoniem van Fusinus colus (Linnaeus, 1758)
- Fusus varicosus Anton, 1838: nomen dubium
- Fusus ventricosus Lesson, 1842: nomen dubium
- Fusus verrucosus (Gmelin, 1791): synoniem van Fusinus verrucosus (Gmelin, 1791)
- Fusus virga Gray, 1839: nomen dubium
- Fusus zebrinus Odhner, 1923: synoniem van Fusinus zebrinus (Odhner, 1923)